# 983 (číslo)
Devět set osmdesát tři je přirozené číslo. Římskými číslicemi se zapisuje CMLXXXIII a řeckými číslicemi ϡπγ´. Následuje po čísle devět set osmdesát dva a předchází číslu devět set osmdesát čtyři.

## Matematika
983 je:
- Deficientní číslo
- Prvočíslo
- Bezpečné prvočíslo
- Nešťastné číslo

## Astronomie
- (983) Gunila je planetka hlavního pásu, kterou objevil v roce 1922 Karl Wilhelm Reinmuth
- NGC 983 je spirální galaxie s příčkou v souhvězdí Trojúhelníku

## Roky
- 983
- 983 př. n. l.